# James Ivory (matemàtic)
|  | No s'ha de confondre amb el director de cinema James Ivory. |

James Ivory   (Dundee, 17 de febrer de 1765 - Londres, 21 de setembre de 1842) fou un matemàtic escocès que va treballar en astronomia matemàtica i va obtenir la Medalla Copley i va ser nomenat fellow de la Royal Society. Les úniques obres publicades per James Ivory foren cinc articles als Philosophical Transactions, els seus articles per l'Encyclopædia Britannica i abundants col·laboracions al Philosophical Magazine. En tots ells treballa l'anàlisi matemàtica en la forma leibzniziana i fa aportacions interessants en el camp de l'atracció dels esferoides, la capil·laritat, la refracció atmosfèrica i la forma de la Terra.
James Ivory era fill d'un conegut fabricant de rellotges de Dundee (Escòcia). El 1779, amb només catorze anys, va ingressar a la universitat d'Edimburg per estudiar teologia amb intenció d'entrar a l'Església d'Escòcia i on va ser company d'estudis de John Leslie; tots dos van rebre classes de John West, assistent en aquella època de Nicolas Vilant, i això els va fer interessar en les matemàtiques. Després de graduar-se el 1783, tots dos es van traslladar a Edimburg per seguir classes en la seva universitat, de John Playfair i Dugald Stewart.
Va retornar a la seva vila natal, Dundee, per donar classes de matemàtiques a l'institut local, però aviat va començar un negoci de filats de lli a Douglastown (Fofarshire, avui Angus), sota el nom de James Ivory and Company. Aquesta activitat li deixava prou temps lliure per estudiar les obres de Lagrange i Laplace, convertint-se en pocs anys en un dels millors especialistes britànics en el nou càlcul continental i les seves aplicacions a la física i l'astronomia.
El 1804, en fer fallida l'empresa de filats, va aconseguir ser nomenat professor de matemàtiques de l'Escola Militar Reial de Great Marlow (avui Reial Acadèmia Militar de Sandhurst), on va ser col·lega del matemàtic, també escocès. William Wallace.
El 1816 el seu estat de salut va sofrir un daltabaix, probablement maníac-depressiu, que el va obligar a deixar l'escola poc després. Els darrers anys de la seva vida els va passar a Londres, escrivint articles per l'Encyclopaedia Britannica, els ingressos dels quals van ser el seu únic mitjà de subsistència.